# باشگاه فوتبال اهیمه
باشگاه فوتبال اهیمه ژاپنی: 愛媛FC باشگاه فوتبالی در شهر استان اهیمه، ژاپن است که در جی‌لیگ ۲ بازی می‌کند. این باشگاه در سال ۱۹۷۰ میلادی پایه‌گذاری شده است.